# Khosrov d'Andzev
Khosrov d'Andzev ou Khosrov Andzevatsi (en arménien Խոսրով Անձեւացի ; 902? - 964), père de Grégoire de Narek, fut un théologien renommé du Xe siècle, appartenant à l'école de Narek. D'ascendance probablement noble, il est ordonné prêtre en 950 à la suite du décès de sa femme, avec qui il eut trois enfants : Sahak, Hovannès et Grégoire. Il est ensuite nommé évêque d'Andzevatsik par le Catholicos Anania Ier de Moks.
Dans l'histoire et la littérature arménienne, Khosrov d'Andzev est notamment connu pour son vaste ouvrage de commentaires des offices, de la messe apostolique, des rites, des prières et des chants sacrés, le Մատենագիրք հայոց, publié en deux parties. Cet ouvrage est très important, car il offre un portrait très complet de la messe et des offices arméniens au Xe siècle.
Khosrov est critique vis-à-vis de l'Église de son époque, à laquelle il s'intéresse beaucoup. Il lui est d'ailleurs reproché, par le Catholicos Anania Ier de Moks, de tenter de remettre en cause la hiérarchie de l'Église. En effet, selon Khosrov, le Catholicos n’est supérieur qu’administrativement. Du point de vue hiérarchique, il n’est qu’un évêque parmi les autres et n’a donc pas la possibilité de légiférer seul. Cette opposition au catholicos et son attachement sincère à la foi chalcédonienne lui font subir une excommunication par Ananias. Il meurt peu de temps après cette excommunication.